# Right Place, Wrong Person
Right Place, Wrong Person es el segundo álbum de estudio del rapero surcoreano RM de BTS, lanzado el 24 de mayo de 2024 a través de Big Hit Music. El disco, que llega un año y medio después del primer álbum en solitario del artista (Indigo), contiene el single "Come Back to Me", que alcanzó el número 24 en el Billboard Global 200 y cuenta con apariciones de Little Simz, Domi y JD Beck, y Moses Sumney.

## Recepción de la crítica
Rhian Daly de NME llamó al álbum "nada menos que eléctrico" con "capas discordantes que reflejan visceralmente las emociones del álbum de sentirse fuera de lugarl" que "recompensa la repetición y las escuchas cercanas, cada pista llena de pequeños detalles que elevan cada vuelta". Maura Johnston de Rolling Stone lo describió como "con tintes de psicodelia y conmovedor, la intensa auto-interrogación de sus letras equilibrada por la música se siente como una invitación a nuevas exploraciones". Tanto Rolling Stone como la revista Billboard incluyeron el álbum entre los 50 mejores discos de 2024 hasta la fecha, y Billboard escribió: "RM simplemente se niega a reconocer la existencia de límites a lo largo de estos 34 minutos, con 11 canciones que van desde el hip-hop al jazz, al punk, al R&B y a los afrobeats al estilo de Fela Kuti, sin dejar de sonar como una extensión artística coherente y natural de la visión creativa de un hombre", y lo comparó con artistas sin género como Tyler the Creator.

## Resultados comerciales
El álbum debutó en el número dos de la lista surcoreana Circle Album Chart, con más de 585.000 copias vendidas de sus dos versiones. También debutó en el número dos de la lista japonesa Oricon Albums Chart, con más de 23.000 ventas.